# 波号第二百十六潜水艦
波号第二百十六潜水艦（はごうだいにひゃくじゅうろくせんすいかん）は、日本海軍の潜水艦。波二百一型潜水艦の16番艦。太平洋戦争の終戦後に竣工し、海没処分された。

## 艦歴
マル戦計画の潜水艦小、第4911号艦型の16番艦、仮称艦名第4926号艦として計画。1945年5月27日、佐世保海軍工廠で起工。
6月7日、波号第二百十六潜水艦と命名されて波二百一型潜水艦の16番艦に定められ、本籍を佐世保鎮守府と仮定。18日、艤装員事務所を佐世保海軍工廠内に設置し事務を開始。19日進水し、本籍を佐世保鎮守府に定められる。
8月16日竣工。11月30日、海軍省の廃止に伴い除籍。
1946年4月5日、向後崎西方沖でアメリカ海軍により海没処分された。

## 艤装員長
1. 八十島奎三 大尉：1945年6月15日 - 1945年8月15日[注釈 3]